# Florent Vanvaerenbergh
Florent Vanvaerenbergh (Linden, 28 februari 1925 - Leuven, 4 mei 2007) was een Belgische ploegleider in de profwielrennerij van 1965 tot 1988. Hij nam de leiding waar van de ploegen Goldor (1965-1969), Hertekamp (1970-1971), Rokado (1972-1973), MIC (1974), Miko (1975-1976), Frisol (1977), Safir (1978-1985) en Eurotop (1988). Zelf was hij lid van Leuvense Stoempers.

## Eddy Merckx
Eerder - sinds 1954 - was Vanvaerenbergh ploegleider bij meerdere Brabantse formaties van toenmalige liefhebbers en onafhankelijken. Onder zijn leiding won Eddy Merckx in 1963 de Ronde van Limburg voor amateurs.
De meeste successen nadien bij de profs behaalde Vanvaerenbergh met de renners Willy Vekemans, Erik De Vlaeminck, Roger De Vlaeminck, Rik Van Linden, Georges Pintens, Herman Vanspringel, Michel Laurent, Jan Raas, Noël Foré, Albert Van Damme en Rolf Wolfshohl. Deze behaalden zowel successen op de weg als in het veld.
Daarnaast was Vanvaerenbergh actief betrokken bij de organisatie van de wedstrijd GP Jef Scherens. Later werd hij de bestuurder van de VTM-volgwagen.